# Papilio manlius
Papilio manlius is een vlinder uit de familie van de pages (Papilionidae). De wetenschappelijke naam van de soort is voor het eerst geldig gepubliceerd in 1798 door Johann Christian Fabricius.